# 三次郵便局
三次郵便局（みよしゆうびんきょく）は、広島県三次市にある郵便局。民営化前の分類では集配普通郵便局であった。

## 概要
住所：〒728-8799 広島県三次市十日市東4-2-2

### 分室
分室はなし。以下はかつて存在した分室である。
- 保険課分室 - 1951年（昭和26年）に廃止。

### 出張所（局外ATM）
民営化前は以下の場所に出張所としてATMを設置していた。現在も同じ場所にATMがあるが、管理はゆうちょ銀行広島支店となっている。
- サングリーン内出張所
- CCプラザ内出張所

## 沿革
- 1872年（明治5年）旧2月 - 三次郵便取扱所として開設[1]。
- 1875年（明治8年）1月1日 - 三次郵便局（五等）となる。同年11月、為替取扱を開始。
- 1879年（明治12年）6月 - 貯金取扱を開始。
- 1893年（明治26年）2月16日 - 三次郵便電信局となる。
- 1903年（明治36年）4月1日 - 通信官署官制の施行に伴い三次郵便局となる。
- 1943年（昭和18年）3月26日 - 特定郵便局から普通郵便局へ局種別改定。
- 1951年（昭和26年）10月1日 - 保険課分室を廃止[2]。
- 1956年（昭和31年）10月1日 - 電話通話および和文電報受付事務の取扱を開始。
- 1977年（昭和52年）9月19日 - 三次市三次町から、同市十日市町に局舎を新築、落成。
- 1998年（平成10年）9月1日 - 外国通貨の両替および旅行小切手の売買に関する業務取扱を開始。
- 2006年（平成18年）10月16日 - 塩町郵便局（〒729-6299→〒729-6205）、川地郵便局（〒729-6399→〒729-6331）、君田郵便局（〒728-0499→〒728-0401）からそれぞれ「729-62xx」「729-63xx」「728-04xx」区域の集配業務を移管[3]。
- 2007年（平成19年）10月1日 - 民営化に伴い、併設された郵便事業三次支店に一部業務を移管。
- 2012年（平成24年）10月1日 - 日本郵便株式会社発足に伴い、郵便事業三次支店を三次郵便局に統合。
- 2015年（平成27年）3月2日 - 川西郵便局から「728-06xx」区域の集配業務を移管。

## 取扱内容
- 郵便、印紙、ゆうパック、内容証明
- 貯金、為替、振替、振込、国際送金、国債、投資信託
- 生命保険、バイク自賠責保険、自動車保険
- ゆうちょ銀行ATM
- 三次市内の一部地域（〒728-00xx、728-85xx、728-86xx、728-87xx、729-62xx、729-63xx、728-04xx、728-06xx）の集配業務
- ゆうゆう窓口

## 周辺
- 三次福祉保健センター・保健所
- 広島県立三次高等学校
- マツダ三次自動車試験場
- イズミサングリーン三次店

## アクセス
- JR芸備線 三次駅から徒歩約9分
- 備北交通バス 上原西停留所下車
- 中国自動車道 三次ICから北へ約2.5km
- 国道183号沿い
- 駐車場あり：16台